# 汽車に乗ろうよ
汽車に乗ろうよ（きしゃにのろうよ）は、静岡第一テレビ（SDT）が制作している旅番組である。

## 概要
もともと「木曜ゴールデンワイド」（木曜19:00）の一企画としてスタートした（「熱海発汽車に乗ろうよ」、「伊東発汽車に乗ろうよ」）。その後、休日の午後に不定期で放送（ハイビジョン制作）される独立番組となった。
同局の市村プロデューサーが鉄道ファンであったため実現した番組。
旅人の見栄晴が静岡県内の鉄道に乗り、途中下車しながら各地の観光スポットや面白い店を紹介していく。
ナレーションは天野ひろゆき。主題歌はあのねのねが歌っている。
静岡県と放送エリアが隣接する日本テレビ（キー局）や中京テレビなどでもネットされることがある。また、福島中央テレビや山口放送で放送されたこともあった。
木曜ゴールデンワイド時代、エンドタイトル部分がなかったので、ネット局向けに制作して送っていた。日本テレビではこの時代、木曜ゴールデンワイドのオープニングごとネットされたことがある（当日は木曜深夜であった）。

## これまでに登場した路線
一部路線は、日本テレビの“ぶらり途中下車の旅”でも紹介している。
- 伊東線
- JR東海道本線
- JR身延線
- 伊豆箱根鉄道駿豆線
- 大井川鐵道大井川本線
- 岳南鉄道（現・岳南電車）
- 遠州鉄道
- 静岡鉄道静岡清水線（シリーズ第16回）
- 伊豆急行（シリーズ第2回・第17回）
- 天竜浜名湖鉄道（シリーズ第19回）
- 大井川鐵道大井川本線・井川線（シリーズ第20回）

## 未踏破の路線（静岡県内を通る路線のみ）
- JR東海道本線（高塚駅 - 新所原駅）
- JR御殿場線（御殿場駅以東）
- JR飯田線（全線）

## ナレーター

### 現在
- 天野ひろゆき（キャイ〜ン）

### 過去
- 吉田照美（元文化放送アナウンサー）